# Cantón de Allevard
El cantón de Allevard (en francés canton d'Allevard) era una división administrativa francesa, que estaba situada en el departamento de Isère y la región de Ródano-Alpes.

## Composición
El cantón estaba formado por seis comunas:
- Allevard
- La Chapelle-du-Bard
- La Ferrière
- Le Moutaret
- Pinsot
- Saint-Pierre-d'Allevard

## Supresión del cantón
En aplicación del decreto n.º 2014-180 del 18 de febrero de 2014, el cantón de Allevard fue suprimido el 1 de abril de 2015 y sus 6 comunas pasaron a formar parte del nuevo cantón de Alto Grésivaudan.